# Expedice 5
Expedice 5 byla pátá posádka dlouhodobě obývající Mezinárodní vesmírnou stanici (ISS). Velitelem stanice byl ruský kosmonaut Valerij Korzun, palubními inženýry Peggy Whitsonová (USA) a Sergej Treščov (Rusko). Posádka měla za úkol pokračovat v práci na experimentech na stanici a zabezpečit setkání s raketoplánem, Sojuzem a nákladními loděmi Progress. Kosmonauti provedli dva plánované výstupy do vesmíru. Po půlroční činnosti předali stanici Expedici 6 a vrátili se na Zem.

## Posádka
- Valerij Korzun (2), velitel ISS – Roskosmos (CPK)
- Peggy Whitsonová (1), palubní inženýr – NASA
- Sergej Treščov (1), palubní inženýr – Roskosmos (RKK Eněrgija)

V závorkách je uveden dosavadní počet letů do vesmíru včetně této mise.

### Záložní posádka
- Alexandr Kaleri, velitel ISS – Roskosmos (RKK Eněrgija)
- Scott Kelly, palubní inženýr – NASA
- Dmitrij Kondraťjev, palubní inženýr – Roskosmos (CPK)

## Průběh mise

### Start, připojení k ISS
Posádku Expedice 5 dopravil k Mezinárodní vesmírné stanici raketoplán Endeavour při svém letu STS-111. Start se uskutečnil 5. června 2002 ve 21:22 UTC z Kennedyho vesmírného střediska na Floridě. K ISS se raketoplán připojil 7. června 2002. Během pobytu raketoplánu Endeavour u ISS si bývalá i nová stálá posádka ISS stanici předala a členové Expedice 4 Jurij Onufrijenko, Daniel Bursch a Carl Walz se vrátili s raketoplánem na Zemi.
Dne 25. června 2002 byla od stanice odpojena nákladní loď Progress M1-8, která později zanikla v hustých vrstvách atmosféry. Nová nákladní loď Progress M-46 se pomocí automatické navigace připojila k zadnímu portu modulu Zvezda a dopravila ke stanici 2580 kg nákladu včetně pohonných hmot na korekce polohy stanice.

### EVA 1
První výstup do vesmíru se uskutečnil 16. srpna 2002. Valerij Korzun a Peggy Whitsonová vystoupili z přechodové komory Pirs a zahájili montáž šesti protimeteorických štítů na modul Zvezda. Práce na štítech byla dokončena a kosmonauti se po 4 hodinách a 23 minutách vrátili na stanici.

### EVA 2
26. srpna 2002 proběhl druhý výstup do vesmíru. Do kosmu z modulu Pirs vystoupil Korzun a Treščov. Cílem výstupu bylo namontovat na povrch stanice madla, úchyty, zásobníky na náhradní díly. Bylo také nutno vyměnit materiály v probíhajících experimentech a nainstalovat dvě radioamatérské antény na modul Zvezda. Výstup byl úspěšně ukončen po 5 hodinách a 21 minutách.
24. září 2002 se od stanice odpoutal Progress M-46 a 29. září jej nahradila nová nákladní loď Progress M1-9, která na ISS dopravila 2338 kg zásob.

### STS-112
Raketoplán Atlantis (let STS-112) se připojil k ISS 9. října 2002. Posádka raketoplánu při třech výstupech do vesmíru připevnila ke stanici a zprovoznila další část hlavního příhradového nosníku ITS-S1. Po splnění úkolů a přeložení zásob se raketoplán 16. října od stanice odpojil.

### Sojuz TMA-1
K portu v modulu Pirs se 1. listopadu 2002 připojil Sojuz TMA-1 s posádkou 4. návštěvní expedice (EP-4), kterou tvořili Sergej Zaljotin, Belgičan Frank De Winne (ESA) a Jurij Lončakov. Po osmidenním pobytu po vyložení nákladu a provedení vědeckých experimentů odletěla tato posádka Sojuzem TM-34 na Zemi.

### STS-113, ukončení mise
Raketoplán Endeavour (let STS-113) přistál u ISS 25. listopadu 2002. Posádka raketoplánu ve třech výstupech do vesmíru namontovala a oživila další část příhradového nosníku ITS-P1. Na palubě Endeavour byla také nová stálá posádka ISS Expedice 6 (Kenneth Bowersox, Nikolaj Budarin a Donald Pettit). Dlouhodobé posádky si stanici předali, členové Expedice 5 se stali členy posádky raketoplánu. Raketoplán se od stanice odpojil a Korzun, Whitsonová a Treščov se s ním dostali 7. prosince 2002 na Zemi.

## Výstupy do vesmíru
|    | Mise  | Kosmonauti                      | Začátek (UTC)        | Konec (UTC)          | Trvání             | Poznámky                                       |
| -- | ----- | ------------------------------- | -------------------- | -------------------- | ------------------ | ---------------------------------------------- |
| 1. | EVA-1 | Valerij Korzun Peggy Whitsonová | 16. srpna 2002 09:25 | 16. srpna 2002 13:48 | 4 hodiny, 23 minut | Montáž protimeteorických štítů na modul Zvezda |
| 2. | EVA-2 | Valerij Korzun Sergej Treščov   | 26. srpna 2002 05:27 | 26. srpna 2002 10:48 | 5 hodin, 21 minut  | Instalace podpory výstupů, výměna experimentů. |